# Usama ibn Munqidh
Usama ibn Munqidh (arabisch أسامة بن منقذ, DMG Usāma b. Munqiḏ, auch: Ussama ibn Munqidh; * 4. Juli 1095; † 16. November 1188) war ein arabischer Schriftsteller und Dichter, Politiker und Diplomat sowie Chronist der Kreuzzüge. Er stammte aus der Familie des kleinen, unabhängigen Emirats Schaizar in Mittelsyrien und war der Neffe des Emirs Sultan ibn Munqidh.

## Leben
Auf Grund seiner Tätigkeit als Diplomat kannte er die wichtigsten Persönlichkeiten, sowohl auf arabischer als auch christlicher Seite, persönlich. Seine Erinnerungen geben einen guten Einblick in die Lebensumstände der damaligen Zeit und auf das Verhältnis von Christen und Muslimen.
Im Jahr 1138 reiste er im Auftrag von Mu'inuddin Unur, des Statthalters von Damaskus, ins Königreich Jerusalem, um mit König Fulko die Möglichkeit eines Bündnisses gegen den Emir Zengi zu erörtern. Usama wurde freundlich empfangen und ein Beistandspakt der Franken mit Unur gegen Zengi wurde geschlossen, durch den die Festung Banyas den Franken zufiel. Usama begleitete Unur auch auf einem späteren Staatsbesuch nach Jerusalem.
Die kurze Periode fränkisch-damaszenischer Kooperation gab Usama die Gelegenheit, die Franken genauer kennenzulernen. Mit einer Mischung aus Spott und Entsetzen berichtete er über ihre barbarischen Sitten. Aufgewachsen mit der ausgefeilten und genau geregelten islamischen Rechtsprechung, befremdete ihn besonders die Praxis des von den Christen praktizierten Gottesurteils. Auch die Unwissenheit der Franken auf dem Gebiet der Medizin entsetzte ihn. Die Tapferkeit der christlichen Krieger nötigte ihm allerdings Bewunderung ab. Das Angebot eines französischen Ritters, seinen Sohn nach Europa mitzunehmen, um ihn dort in den ritterlichen Tugenden zu erziehen, schlug er jedoch höflich aus.
Später wechselte er in den Dienst Zengis und an den Hof der ägyptischen Fatimiden. Diese schickten ihn ins Feldlager von Damaskus zu Nur ad-Din, um über einen gemeinsamen Angriff zu verhandeln. Die Verhandlungen scheiterten jedoch. Auf der Rückreise nach Ägypten blieb Usama zwei Jahre im von den Franken belagerten Askalon und organisierte dessen Verteidigung.
Bei der Erdbebenwelle, die Syrien in den Jahren 1156 und 1157 erschütterte, verlor Usama, der sich zu diesem Zeitpunkt in Damaskus aufhielt, fast seine ganze Familie. In ganz Syrien, den Städten Aleppo, Tripolis, Beirut und Homs richteten die Erdbeben schwere Schäden an, doch am schlimmsten traf es die Städte Hama und Schaizar. Sein Vetter, der Emir Muhammad Ibn Sultan, feierte im Kreis der Familie und Würdenträger des Emirats Schaizar die Beschneidung seines Sohnes, als die Mauern der Zitadelle zusammenstürzten. Nur die Fürstin von Schaizar konnte aus den Trümmern gerettet werden. Dieses Erdbeben markierte zugleich das Ende der Unabhängigkeit des Emirats, das zunächst in die Hände der Assassinen fiel und 1157 von den Franken erobert wurde.
In Europa wurde Usama durch den Orientalisten Hartwig Derenbourg bekannt, der um 1880 seine Autobiografie in der Bibliothek des Escorial entdeckte.

## Werke
- kitab al-i'tibar („Buch der Belehrung durch Beispiele“), Autobiographie
- kitab al-'asa („Buch des Stockes“), Anekdoten- und Sprichwörtersammlung über Stöcke.
- Gernot Rotter (Übersetzer): Ein Leben im Kampf gegen die Kreuzritter. Stuttgart 1978.